# 謝爾諾沃茨科耶區

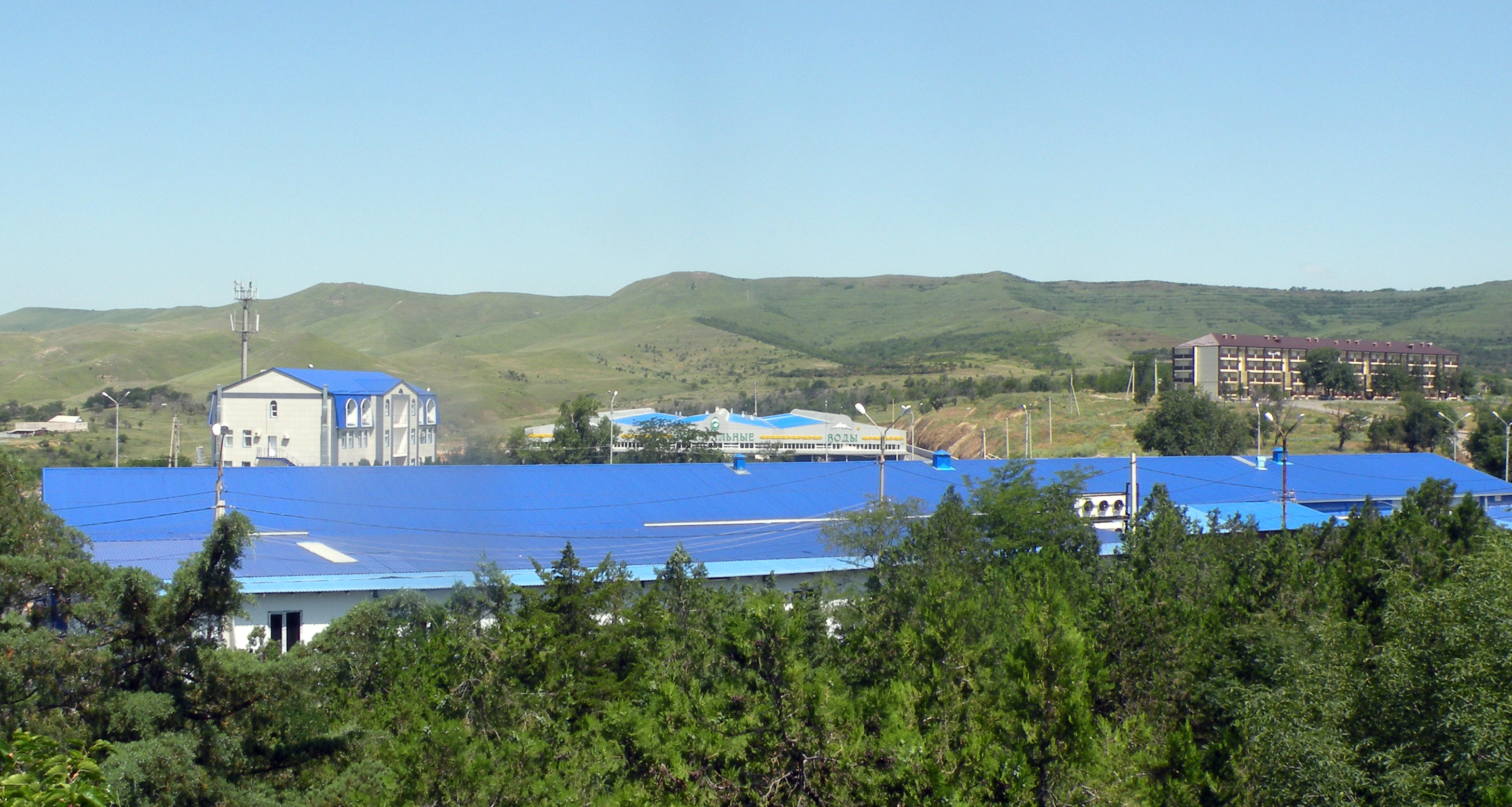

43°18′49″N 45°09′01″E / 43.31361°N 45.15028°E
謝爾諾沃茨科耶區（俄语：Серноводский район），是俄羅斯的一個區，位於該國西南部，由車臣共和國負責管轄，面積450平方公里，2010年該區人口20,989，人口密度每平方公里46.64人。